# Bolero (Ravel)
Bolero, Opus 81 je jednovětá orchestrální skladba, nejznámější dílo francouzského hudebního skladatele Maurice Ravela.

## Historie vzniku

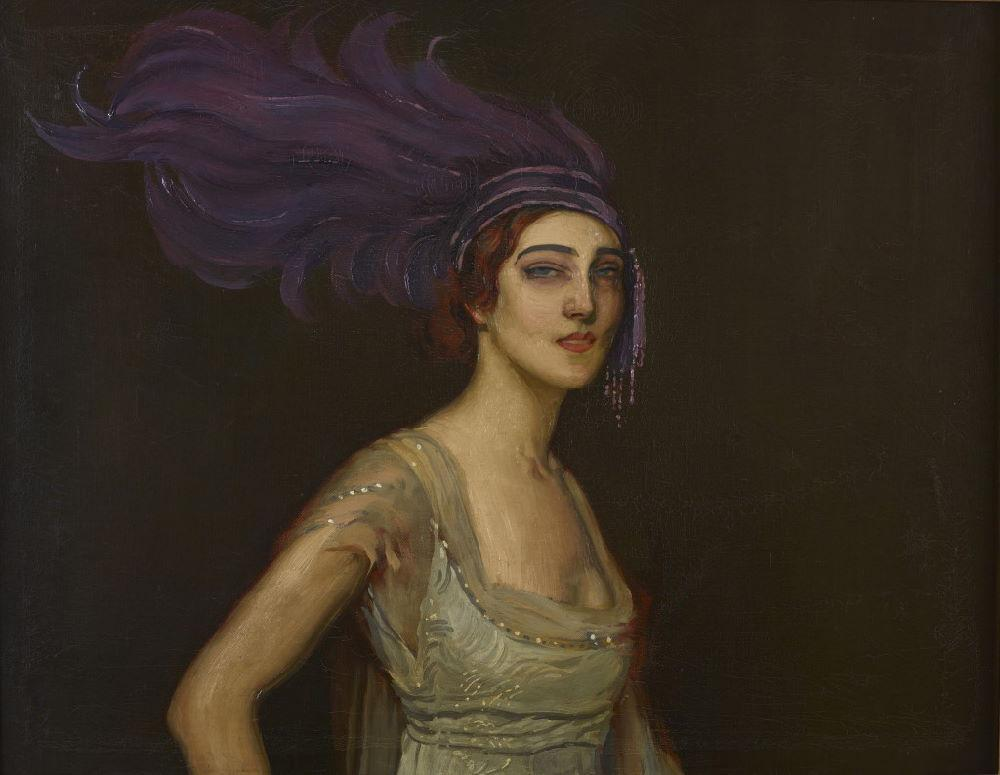
Portrét Idy Rubinstein, inspirátorky vzniku Bolera

Bolero bylo původně složeno jako baletní hudba pro baletku Idu Rubinsteinovou. Rubinsteinová Ravela původně požádala o skladbu španělského charakteru. Ravel měl pro tento účel v úmyslu složit orchestrální verzi Albenizovy Iberie, nepodařilo se mu však získat souhlas nositelů autorských práv. Narychlo proto složil krátké Bolero, víceméně jako cvičnou skladbu. Její premiéra se uskutečnila 22. listopadu 1928 v Pařížské opeře, v choreografii Bronislavy Nižinské. Bolero zaznamenalo obrovský úspěch, který zaskočil i samotného autora.
V současnosti je Bolero prováděno téměř výhradně v koncertním provedení; existuje také v Ravelově úpravě pro dva klavíry a v dalších úpravách pro jiná hudební tělesa.

## Hudební obsah
Bolero je složeno v tónině C dur pro mimořádně pestrý orchestr: dvě flétny, pikolu, dva hoboje, hoboj d'amore, anglický roh, dva B klarinety, Es klarinet, basklarinet, dva fagoty, kontrafagot, čtyři lesní rohy, C trubka, tři B trubky, trombóny, tuba, sopraninový saxofon, sopránový saxofon, tenor saxofon, tympány, dva malé bubny, činely, gong, čelestu, harfu a smyčcové nástroje (1. a 2. housle, violy, violoncella a kontrabasy).
Pro skladbu je charakteristický neměnný ostinátní rytmus španělského tance bolero, jejž udržují malé bubny po celou skladbu. Stejně tak neměnný je i basový doprovod a dokonce i samotná táhlá melodie. Formálně je skladba označována jako instrumentální variace – variována je pouze instrumentace, ostatní parametry zůstávají neměnné.
Jako první nástroj hraje sólově flétna, která přednese první melodický motiv v pianissimu. Tentýž motiv podruhé opakuje klarinet, poté se objevuje druhý motiv v podání fagotu. Dále se postupně střídají další jednotlivé nástroje a jejich různé kombinace. Neustále se opakují dva melodické motivy AA BB AA…, na kterých je skladba vystavěna, a hudba se přitom pozvolna zesiluje. Bolero je tak pravděpodobně nejdelším nepřerušeným crescendem v dějinách hudby.
|                                 |                                 |
| Notový zápis prvního motivu (A) | Notový zápis druhého motivu (B) |
|                                 |                                 |

Impozantní účinek skladby je krátce před koncem umocněn krátkým přechodem na osm taktů z tóniny C dur do E dur. Šest taktů od konce se výrazně přidávají všechny bicí nástroje a v samém závěru ve fortissimu vstupují do rytmu skladby dlouhá glissanda trombónů. Skladba po chvíli zní disonantně a končí náhle jednoduchým kvintakordem.